# Sick’s Stadium
Sick’s Stadium znany także jako Sick’s Seattle Stadium – nieistniejący stadion baseballowy w Seattle (USA). Odbyło się tu wiele koncertów, występowali tu: Elvis Presley (1957), Jimi Hendrix (26.07.1970). Został otwarty w 1938, zamknięty w 1976 i zburzony w 1979 roku.